# Litteris et Artibus
Litteris et Artibus (Latijn voor Letteren en Kunst) is een Zweedse onderscheiding voor verdiensten op cultureel gebied, met name muziek, uitvoerende kunsten en literatuur. De koninklijke medaille werd voor het eerst uitgereikt in 1857 door Karel XV van Zweden.

## Ontstaan
De medaille werd in 1853 ingesteld door de toenmalige Zweedse kroonprins Karl Ludvig Eugen Bernadotte, de latere koning Karel XV. Hij werd daartoe geïnspireerd door de vergelijkbare medaille Ingenio et arti, ingesteld door de Deense koning Christiaan VIII in 1841. De medaille Litteris et Artibus werd voor het eerst uitgereikt in 1857 aan de Zweedse toneelspeelster Karolina Bock.

## Materiaal en vormgeving
De medaille Litteris et Artibus bestaat uit zilver en is aan de buitenkant bedekt met een laagje goud. Aan de bovenkant van de medaille bevindt zich een gouden kroon. Op de voorzijde van de medaille staat de regerende Zweedse koning afgebeeld, wiens naam in de bovenste helft staat vermeld. Op de achterkant zijn in het midden de Latijnse woorden "Litteris et Artibus" gegraveerd, omlijst door een lauwerkrans die aan de bovenkant open is. De medaille kan op kleding worden gedragen aan een bijbehorend blauw lint.
Tijdens het bewind van koning Oscar II werd de medaille zeven keer in luxe uitvoering – bezet met briljanten – uitgereikt, allemaal aan vrouwelijke kunstenaars: Adelaide Ristori (1879), Jenny Lind (1881), Ellen Hartman (1886), Gina Oselio (1891), Mathilda Grabow (1895), Adelina Patti (1900) en Carolina Östberg (1900). Laatstgenoemde had al in 1891 de gebruikelijke medaille ontvangen; negen jaar later kreeg ze de luxe uitvoering met briljanten.

## Uitreiking
De uitreiking van de medaille Litteris et Artibus door de Zweedse koning Carl XVI Gustaf vindt twee keer per jaar plaats op Carlsdag (28 januari) en op Gustafsdag (6 juni) in Stockholm. De benaming van deze twee dagen houdt rechtstreeks verband met de voornamen van de koning.
Terwijl het tegenwoordig vooral professionele acteurs, schrijvers, zangers en componisten zijn die de onderscheiding ontvangen, werden aanvankelijk ook mensen met uitmuntend vakmanschap en artistieke vaardigheden met de koninklijke medaille geëerd. De eerste ontvangers van de medaille waren onder meer de dichter-banketbakker Carl Anders Rohdin (1860), de munten- en medaillegraveur Lea Ahlborn (1863) en de in Duitsland geboren meesterboekbinder Franz Beck (1882). Ook de Amerikaanse kunstschaatser Jackson Haines, de grondlegger van het moderne kunstschaatsen, die de Zweedse koning Karel XV versloeg en indruk maakte met zijn optreden in Stockholm, was in 1867 ontvanger van de Litteris et Artibus-medaille.

## Lijst van ontvangers (onvolledig)

### 19e eeuw
- 1857 Karolina Bock
- 1860 Carl Anders Rohdin
- 1863 Lea Ahlborn, Halfdan Kjerulf
- 1864 Ivar Hallström
- 1865 Elise Hwasser, Jan Jakob Lodewijk ten Kate
- 1867 Jackson Haines, Carl Bloch
- 1868 August Melcher Myrberg
- 1869 Louise Michaëli, Carl Christian Møller
- 1871 Henriette Nissen-Saloman, Johan Svendsen, Ivar Aasen
- 1874 Béla Kéler
- 1876 Gabriel Anrep
- 1877 Ernst Kaps
- 1878 Joseph Dente
- 1879 Adelaide Ristori
- 1881 Jenny Lind
- 1882 Conrad Nordqvist
- 1885 Bertha Tammelin
- 1886 Ellen Hartman
- 1890 Dina Edling
- 1891 Thecla Åhlander, Agi Lindegren, Carolina Östberg, Gina Oselio
- 1893 Marcella Sembrich
- 1894 Herman af Sillén, Erik Åkerberg
- 1895 Mathilda Grabow, Elfrida Andrée
- 1896 Agnes Branting
- 1899 John Forsell

### 20e eeuw
- 1900 Adelina Patti
- 1906 Martina Bergman-Österberg
- 1907 Armas Järnefelt
- 1909 Selma Lagerlöf
- 1911 Dagmar Möller
- 1914 Alice Tegnér
- 1914 Anna Bergström-Simonsson
- 1915 Anna Oscàr
- 1916 Hugo Alfvén, Harriet Bosse, Carl Boberg
- 1920 Nanny Larsén-Todsen, Wilhelm Kempff, Liva Järnefelt
- 1921 Lotten Dahlgren
- 1922 Sigrid Leijonhufvud
- 1923 Helena Nyblom
- 1924 Märta Måås-Fjetterström
- 1925 Pauline Brunius, Ellen Roosval von Hallwyl, Albert Löfgren
- 1926 Carl Malmsten, Alice Nordin
- 1927 Ida von Schulzenheim
- 1928 Tora Teje
- 1929 Tobias Wilhelmi
- 1930 Gösta Ekman, Anna Pavlova
- 1932 Oskar Lindberg
- 1934 Olof Winnerstrand, Helga Görlin
- 1936 Kurt Atterberg
- 1937 Greta Garbo
- 1938 Elsa Beskow
- 1940 Irma Björck
- 1945 Ivar Johnsson, Jussi Björling
- 1946 Ingrid Bergman
- 1950 Tyra Lundgren
- 1951 Alf Sjöberg
- 1952 Marian Anderson, Gösta Nystroem, Beniamino Gigli
- 1957 Set Svanholm
- 1959 Carl Sandburg
- 1960 Birgit Nilsson
- 1966 Elisabeth Schwarzkopf
- 1968 Nicolai Gedda, Alvar Aalto, Ingmar Bergman
- 1969 Eric Ericson, Elisabeth Söderström
- 1973 Erland Josephson
- 1975 Astrid Lindgren, Erik Saedén, Margaretha Krook
- 1976 Margareta Hallin
- 1977 Birgit Cullberg, Alf Henrikson, Lars-Erik Larsson, Allan Pettersson, Bengt Hallberg
- 1978 Povel Ramel, Gunnar de Frumerie, Dag Wirén, Max von Sydow, Ingvar Wixell
- 1979 Anders Ek, Gunn Wållgren, Erland von Koch, Herbert Blomstedt, Anita Björk
- 1980 Erik Bruhn; Sven-Erik Bäck
- 1981 Tage Danielsson, Lars Johan Werle, Hans Alfredson
- 1982 Ernst-Hugo Järegård, Götz Friedrich, Jarl Kulle, Stig Järrel
- 1983 Birgitta Valberg, Ingvar Kjellson
- 1986 Bengt Hambraeus, Jan Malmsjö, Sif Ruud, Erik Lindegren
- 1987 Nils Poppe, Artur Lundkvist, Gunnar Bucht
- 1988 Per Myrberg, Gunnel Lindblom
- 1989 Bibi Andersson, Barbro Hiort af Ornäs, Frans Helmerson
- 1990 Mona Malm, Sven Delblanc, Ulf Johanson
- 1991 Lars Gunnar Bodin
- 1992 Börje Ahlstedt, Harriet Andersson, Tomas Tranströmer
- 1993 Gösta Winbergh, Håkan Hagegård, Lars Forssell
- 1994 Sven-David Sandström
- 1995 Daniel Börtz, Lennart Hjulström, Gunilla von Bahr
- 1996 Esa-Pekka Salonen, P. C. Jersild, Per Anders Fogelström, Solveig Ternström
- 1997 Bo Widerberg, Göran Tunström, Kristina Adolphson, Sara Lidman
- 1998 Kerstin Ekman, Georg Riedel, Gerda Antti, Margareta Ekström
- 1999 Björn Ulvaeus, Agneta Pleijel, Anne Sofie von Otter, Lennart Hellsing, Marie Göranzon, Olle Johansson, Stina Ekblad, Willy Kyrklund, Ylva Eggehorn

### 21e eeuw
- 2000 Björn Granath, Hans Gefors, Krister Henriksson, Maria Gripe, Per Olov Enquist
- 2001 Anita Wall, Dan Laurin, Kim Anderzon, Majgull Axelsson, Mats Ek, Staffan Göthe, Staffan Valdemar Holm
- 2002 Staffan Göthe, Arne Domnérus, Loa Falkman, Jan Sandström, Lena Endre, Olle Adolphson, Pernilla August, Roland Pöntinen, Sven-Bertil Taube, Torgny Lindgren
- 2003 Marie Fredriksson, Eva Bergman, Håkan Hardenberger, Karin Rehnqvist, Kristina Lugn, Lars Amble
- 2004 Birgitta Trotzig, Catarina Ligendza, Christian Lindberg, Hillevi Martinpelto, Katarina Dalayman, Knut Ahnlund, Lena Nyman, Lil Terselius
- 2005 Bertil Norström, Eva Ström, Gunnel Vallquist, Ingvar Hirdwall, Irene Lindh, Jan Troell, Per Tengstrand, Per Wästberg, Peter Jablonski, Putte Wickman
- 2006 Nils Lindberg, Henning Mankell, Bobo Stenson,  Inger Sandberg, Johan Rabaeus, Lars Gustafsson, Lasse Sandberg
- 2007 Reine Brynolfsson, Carola Häggkvist
- 2008 Carl-Göran Ekerwald, Alf Hambe, Gunnar Harding, Inga Landgré, Lars Norén, Malin Ek, Nina Stemme
- 2009 Katinka Faragó, Meg Westergren, Roy Andersson, Örjan Ramberg
- 2010 Bodil Malmsten, Dan Ekborg, Malin Hartelius, Helena Bergström
- 2011 Malena Ernman, Mats Bergström, Sten Ljunggren, Peter Mattei, Marie Richardson
- 2012 Anders Paulsson, Martin Fröst, Wilhelm Carlsson, Lena Josefsson, Charlotta Larsson, Jan-Erik Wikström
- 2013 Åke Lundqvist, Per Nyström, Vibeke Olsson Falk, Kristina Törnqvist, Sven Wollter, Christina Schollin
- 2014 Tomas von Brömssen, Pers Anna Larsson, Staffan Mårtensson, Ingela Olsson, Melinda Kinnaman
- 2015 Rigmor Gustafsson, Livia Millhagen, Ann Petrén, Therese Brunnander, Jan Allan
- 2016 Kerstin Avemo, Malin Byström, Anders Eljas, Nils Landgren, Lars Lerin, Magnus Lindgren, Elin Rombo, Johannes Öhman
- 2017 Elisabeth Eriksson, Ann Hallenberg, Elin Klinga, Lars Humble, Ola Larsmo, Lisa Nilsson
- 2018 Rolf Martinsson, Dan-Olof Stenlund, Iréne Theorin, Helen Sjöholm, Per Åhlin
- 2019 Gunilla Bergström, Lars Lind, Peter Andersson, Katarina Ewerlöf, Erland Hagegård, Bengt Krantz
- 2020 Kicki Bramberg, Lisa Larsson, Gunilla Röör, Gregor Zubicky, Gary Graden, Per Gudmundson, Sissela Kyle, Johan Ulveson, Ingrid Tobiasson
- 2021 Gun-Britt, Alexander Ekman, Pia Johansson, Ragnar Håkanson, Daniel Johansson, Mats Larsson Gothe, Lena Philipsson, Magnus Uggla, Mattias Andersson, Jill Johnson, Sofia Jupither Adrian, Peter Jöback, Bo W. Lindström, Susanne Resmark, Ulrika Wallenström
- 2022 Leif Andrée, Manne af Klintberg, Ulla Skoog, Michael Weinius, Tomas Boström, Henrik Dorsin, Merit Hemmingson, Tommy Körberg, Patrik Ringborg, Cajsa Stina Åkerström
- 2023 Ada Berger, Ludwig Göransson, Hans Josefsson, Efva Lilja, Veronica Maggio, Shanti Roney, Annsofi Östbergh Nyberg, Gunnel Fred, Thomas Hanzon, Ola Salo, Janne Schaffer
- 2024 Eva Dahlgren, Lasse Holm, Johan Holmberg, Pär Isberg, Lennart Jähkel, Laleh Pourkarim, Ingela Strandberg, Elisabet Strid, Georg "Jojje" Wadenius, Nina Zanjani
- 2025 Birgitta Andersson, Thomas "Orup" Eriksson, Siri Hamari, Mikael Samuelson, Tobias Theorell, Klas Östergren, Kjell Bergqvist, Lasse Hallström, Rebecka Hemse, Jan Lundgren, Arja Saijonmaa